# الحملة الجمهورية الأيرلندية المنشقة
بدأت الحملة الجمهورية الأيرلندية المنشقة (بالإنجليزية: Dissident Irish republican campaign) مع نهاية فترة المشاكل، وهي صراع سياسي استمر 30 عامًا في أيرلندا الشمالية. منذ أن دعا الجيش الجمهوري الأيرلندي المؤقت (آي آر إيه أو بي آي آر إيه) إلى وقف إطلاق النار وإنهاء حملته في عام 1997، واصلت الجماعات المنشقة المعارضة لوقف إطلاق النار واتفاق الجمعة العظيمة («الجمهوريون الأيرلنديون المنشقون») تنظيمها لحملة مسلحة منخفضة المستوى ضد قوات الأمن في أيرلندا الشمالية. تتضمن القوات شبه العسكرية الرئيسية المعنية، الجيش الجمهوري الأيرلندي الحقيقي والجيش الجمهوري الأيرلندي المستمر وسابقًا أوغلاي نا هيريان أو جنود أيرلندا (التي انشقت عنها الحركة الجمهورية الأيرلندية). استهدفوا دائرة الشرطة في أيرلندا الشمالية (بي إس إن آي) والجيش البريطاني في هجمات بالبنادق والقنابل وكذلك قذائف الهاون والصواريخ. نفذوا أيضًا تفجيرات بقصد إحداث الاضطرابات. ومع ذلك، لم تكن حملتهم مكثفة مثل الجيش الجمهوري الأيرلندي المؤقت، بالنظر إلى الدعم السياسي لجماعات مثل الجيش الجمهوري الأيرلندي الحقيقي «المعدوم تقريبًا».
في عام 2007، رفعت الحكومة راية نهاية العملية، مع وقف انتشار الجيش البريطاني الذي دام لأربعة عقود في أيرلندا الشمالية. نتيجةً لذلك، بقيت دائرة الشرطة منذ ذلك الحين الهدف الرئيسي للهجمات.
حتى ذلك الوقت، قُتل جنديان بريطانيان وضابطان من دائرة الشرطة إلى جانب اثنان من حراس خدمة السجون كجزء من الحملة الجمهورية. قُتل أيضًا ما لا يقل عن 50 مدنيًا (ومقاتلين سابقين) على أيدي الجماعات شبه العسكرية الجمهورية، إذ قتل 29 منهم في تفجير أوماه الذي نفذه الجيش الجمهوري الأيرلندي الحقيقي.

## الخلفية
منذ غزو الفرسان لأيرلندا عام 1169 بناءً على طلب ملك لينستر المخلوع ديرموت ماكمورو، كانت أيرلندا، جزئيًا أو كليًا، تحت الإدارة الإنجليزية، ثم البريطانية لاحقًا. لم تنجح التمردات ضد الحكم من بريطانيا العظمى حتى حرب الاستقلال الأيرلندية بين عامي 1919-1921، عندما نجح الجيش الجمهوري الأيرلندي الحقيقي (آي آر إيه) في السيطرة على 26 من أصل 32 مقاطعة من المملكة المتحدة لبريطانيا العظمى وأيرلندا باعتبارها الدولة الأيرلندية الحرة. على الرغم من أنه في السابق، تم الاتفاق على عرض الحكم الذاتي الأيرلندي في مشروع قانون الحكم الذاتي الثالث، تم تعليق التنفيذ من قِبَل المعارضة المسلحة في أولستر وتشكيل (يو في إف)، ومن ثم مع اندلاع الحرب العالمية الأولى. بعد تقسيم أيرلندا على يد الملك، أصبحت المقاطعات الست المتبقية، الواقعة في مقاطعة أولستر، تُشكّل أيرلندا الشمالية وظلت جزءًا من المملكة المتحدة.
تبع ذلك نشوب حرب أهلية في الولاية الجنوبية الجديدة، وانقسم الجيش الجمهوري الأيرلندي لأول مرة إلى الجيش الوطني الأيرلندي - المنتصر في الحرب، والذي أصبح يُعرف باسم جيش الدولة الحرة - والجيش الجمهوري الأيرلندي المناهض، الذي عارض معاهدة تقسيم أيرلندا.
لم يعد يُشكّل الجيش الجمهوري الأيرلندي قوة كبيرة بعد هزيمته في الحرب الأهلية، حتى الانقسام الآخر، الذي شكّل الجيش الجمهوري الأيرلندي الحقيقي والجيش الجمهوري الأيرلندي المؤقت بعد أعمال الشغب في أيرلندا الشمالية عام 1969، والذي ظهر مع مجموعة تطلق على نفسها اسم الجيش الجمهوري الأيرلندي - الجيش الجمهوري الأيرلندي المؤقت – التي تسعى لإثبات قوتها العسكرية الكبرى. بصفته جيشًا حربيًا أثناء فترة الاضطرابات، شنَّ الجيش المؤقت حملةً مسلحة ضد الدولة البريطانية استمرت حتى عام 1997 وأودت بحياة حوالي 1800 شخص.
دعا الجيش المؤقت إلى وقف إطلاق النار لأجل غير مسمى في عام 1997 ونزع السلاح في عام 2005 وفقًا لاتفاق الجمعة العظيمة لعام 1998، لكن عددًا من الجماعات المنشقة المتشددة، المعروفة باسم الجمهوريين المنشقين، تعهدت بمواصلة استخدام «الكفاح المسلح» لتحقيق الهدف الجمهوريالمتمثل بأيرلندا الموحدة.
تختلف دوافع استمرار العنف باختلاف المجموعات؛ بالنسبة للجيش الجمهوري الإيرلندي الأكثر تحفظًا، كان إنهاء الجيش المؤقت للسياسات الممتنعة عن التصويت في مؤتمر الجيش العام لعام 1986 (جي إيه سي) بمثابة حافز لتصعيد التوتر. بالنسبة لأوغلاي نا هيريان؛ فكان السبب هو قبول (بي إس إن آي) لحزب شين فين و«الإجرام» الذي يرتكبه الجيش الجمهوري الأيرلندي الحقيقي، بينما بالنسبة لغالبية الجمهوريين المنشقين، كان السبب هو اتفاق الجمعة العظيمة (بلفاست).

## الحملة

### بداية الحملة
في أغسطس عام 1994، دعا الجيش الجمهوري الأيرلندي المؤقت إلى وقف إطلاق النار. في يناير عام 1996 أعلن الجيش الجمهوري الإيرلندي استمرارية وجوده وتعهد بمواصلة الحملة المسلحة ضد الحكم البريطاني في أيرلندا الشمالية. بعد شهر، ألغى الجيش الجمهوري الأيرلندي المؤقت قرار وقف إطلاق النار على إثر استيائه من حالة مفاوضات السلام. ثم في 13 يوليو، فجر الجيش المستمر سيارة مفخخة خارج فندق كيليهلفين في إنيسكيلين، مقاطعة فيرماناغ. تسبب الانفجار في أضرار جسيمة وإصابة 17 شخصًا أثناء إجلائهم من الفندق. في العام التالي، وُضعت ثلاث سيارات مفخخة أخرى في بلفاست وديري وفيرماناغ، لكن الجيش البريطاني أبطل مفعولها. دعا الجيش الجمهوري الأيرلندي المؤقت إلى وقف ثان لإطلاق النار في يوليو عام 1997. في 16 سبتمبر من عام 1997، فجرت الجيش المستمر سيارة مفخخة خارج قاعدة شرطة أولستر المَلَكية في ماركيثيل، ما تسبب في أضرار على نطاق واسع. وقع التفجير بعد يوم من انضمام حزب شين فين إلى المفاوضات السياسية التي أدت إلى اتفاق الجمعة العظيمة.
في نوفمبر عام 1997، شكَّل أعضاء الجيش الجمهوري الأيرلندي المؤقت رفيعو المستوى الذين عارضوا وقف إطلاق النار مجموعة منشقة باسم الجيش الجمهوري الأيرلندي الحقيقي. خلال النصف الأول من عام 1998، شنَّ الجيشان الحقيقي والمستمر سلسلة من الهجمات بالسيارات المفخخة وقذائف الهاون على قواعد الجيش الجمهوري الأيرلندي. وقعت تفجيرات بسيارات مفخخة في مويرا في 20 فبراير وفي بورتاداون في 23 فبراير. وقع هجوم بقذائف الهاون على قاعدة أرماه (آر يو سي) في 10 مارس، وعلى قاعدتين للجيش البريطاني جنوب أرماه في 24 مارس. ثم في 10 أبريل، وبعد عامين من المفاوضات المكثفة، تم التوقيع على اتفاق الجمعة العظيمة. أطلقت قذائف هاون أخرى في قواعد شرطة ألستر المّلَكية في بلفاست في 4 مايو وفي بيليك في 9 مايو، لكنها أخطأت أهدافها. في 22 مايو، أجري استفتاءان بشأن الاتفاق في أيرلندا الشمالية وجمهورية أيرلندا. في أيرلندا الشمالية، بلغت نسبة التأييد 71%، بينما صوّت 94% في الجمهورية.
في 1 أغسطس، وفي أعقاب تحذير هاتفي، انفجرت سيارة مفخخة تابعة للجيش الحقيقي في وسط بانبريدج، ما أدى إلى إصابة اثنين من ضباط شرطة ألستر و 33 مدنيًا.